# أوموت أونلو
أوموت أونلو (بالتركية: Umut Ünlü) (مواليد 28 يوليو 2001)، هُو سباح بارالمبي تركي. حاز أونلو على ميداليتين ذهبيتين خلال دورة الألعاب البارالمبية الصيفية 2024 في باريس، وقد كان أول رياضي تركي يفوز بميداليتين ذهبيتين خلال نفس الدورة البارالمبية.

## حياته الشخصية
وُلد أوموت أونلو يوم 28 يوليو 2001 في مدينة غواش في ولاية وان شرقي تركيا. وُلِد أونلو من دون يدين أو قدمين، وبحبال صوتية ملتحمة.

## مساره الرياضي
مثل أونلو تركيا خلال دورة الألعاب البارالمبية الصيفية 2024، وفاز بميداليتين ذهبيتين في مسابقتي 50  متر سباحة حرة إس 3 و200 متر سباحة حرة. بهذا الفوز، كان أونلو أول رياضي تركي يفوز بميداليتين ذهبيتين في الألعاب البارالمبية.

## أنظر أيضا
- تركيا في الألعاب البارالمبية الصيفية 2024

## وصلات خارجية
- أوموت أونلو على موقع Paralympic.org (الإنجليزية)